# Reliquiario di Santa Gertrude

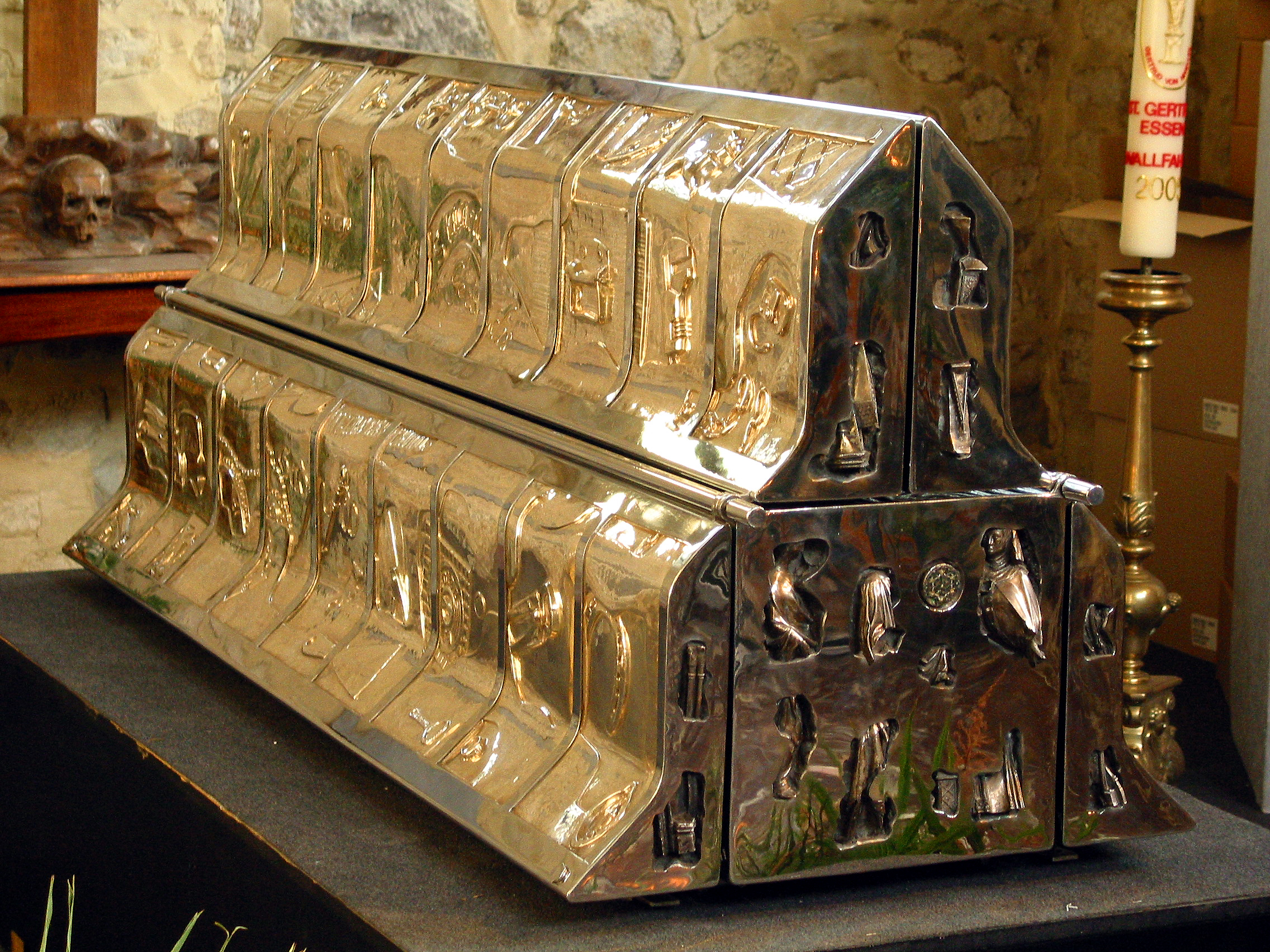
Il nuovo reliquiario di Santa Gertrude

Il reliquiario di Santa Gertrude è un reliquiario d'argento del XIII secolo, un gioiello di arte gotica che conteneva i resti di Santa Gertrude. Oggetto della venerazione dei fedeli nella Collegiata di Santa Gertrude, rimase distrutto nel 1940 durante i bombardamenti di Nivelles e il conseguente incendio nella chiesa. Un nuovo reliquiario, opera di Félix Roulin, lo sostituisce dal 1978.

## Storia
Il reliquiario originale, una copia del quale è esposta al Museo Pushkin di Mosca, fu prodotto tra il 1272 e il 1294, per il capitolo dell'Abbazia di Nivelles, dagli argentieri Nicolas de Douai e Jacques de Nivelles, sulla base di un progetto di Jacques de Anchin.
Nel 1940 ci si preparava a nascondere l'opera in una nicchia dietro gli organi della collegiata; purtroppo il nascondiglio, che avrebbe dovuto essere sicuro, non era ancora stato sigillato durante il bombardamento del 14 maggio: il reliquiario si sciolse sotto l'effetto del calore del fuoco dell'organo sopra il quale una breccia nella volta aveva permesso al fuoco della soffitta di penetrare nell'edificio. Fortunatamente, le reliquie del santo poterono essere recuperate. Piuttosto che restaurare il reliquiario, troppo danneggiato, si decise di affidare la costruzione di uno nuovo a Félix Roulin nel 1978. Questo nuovo reliquiario, chiamato contemporaneo, contiene frammenti del vecchio reliquiario sulle pareti anteriore e posteriore, ed è costituito da un elemento centrale contenente le reliquie e quattro elementi articolati che gli consentono di assumere tre forme (orizzontale, reliquie classiche o verticale) a seconda delle circostanze. È stato consegnato alla collegiata il 2 ottobre 1982.
Durante la marcia denominata Tour Sainte-Gertrude, il reliquiario della santa viene portato su una processione di carri in città e attraverso il paese su una strada di diversi chilometri corrispondente al percorso fatto dalla badessa Gertrude. Questa processione annuale, che si svolge la domenica successiva a San Michele, ha le sue origini nel XIII secolo e raggiunse l'apice nel XV secolo.

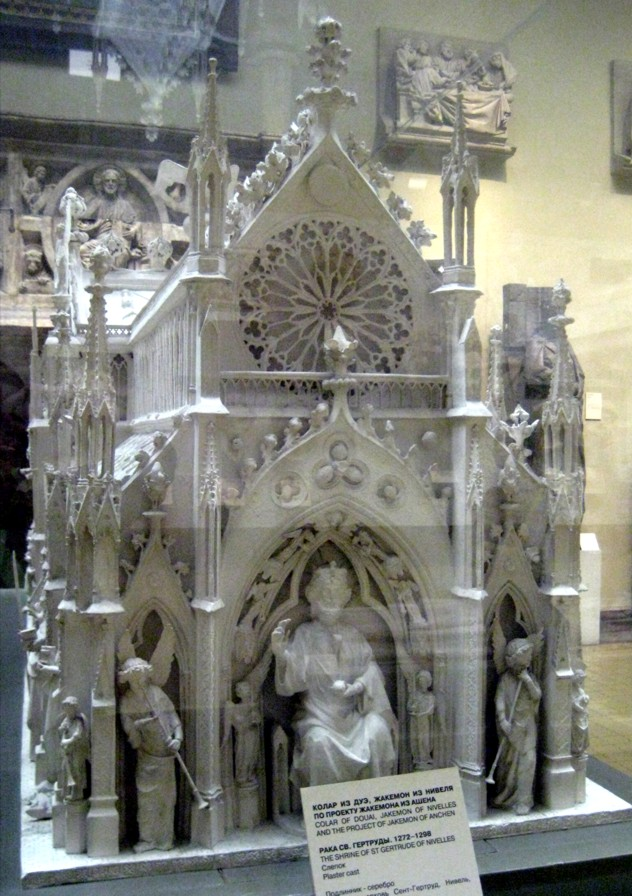
Copia del reliquiario originale in mostra al Museo Pushkin di Mosca
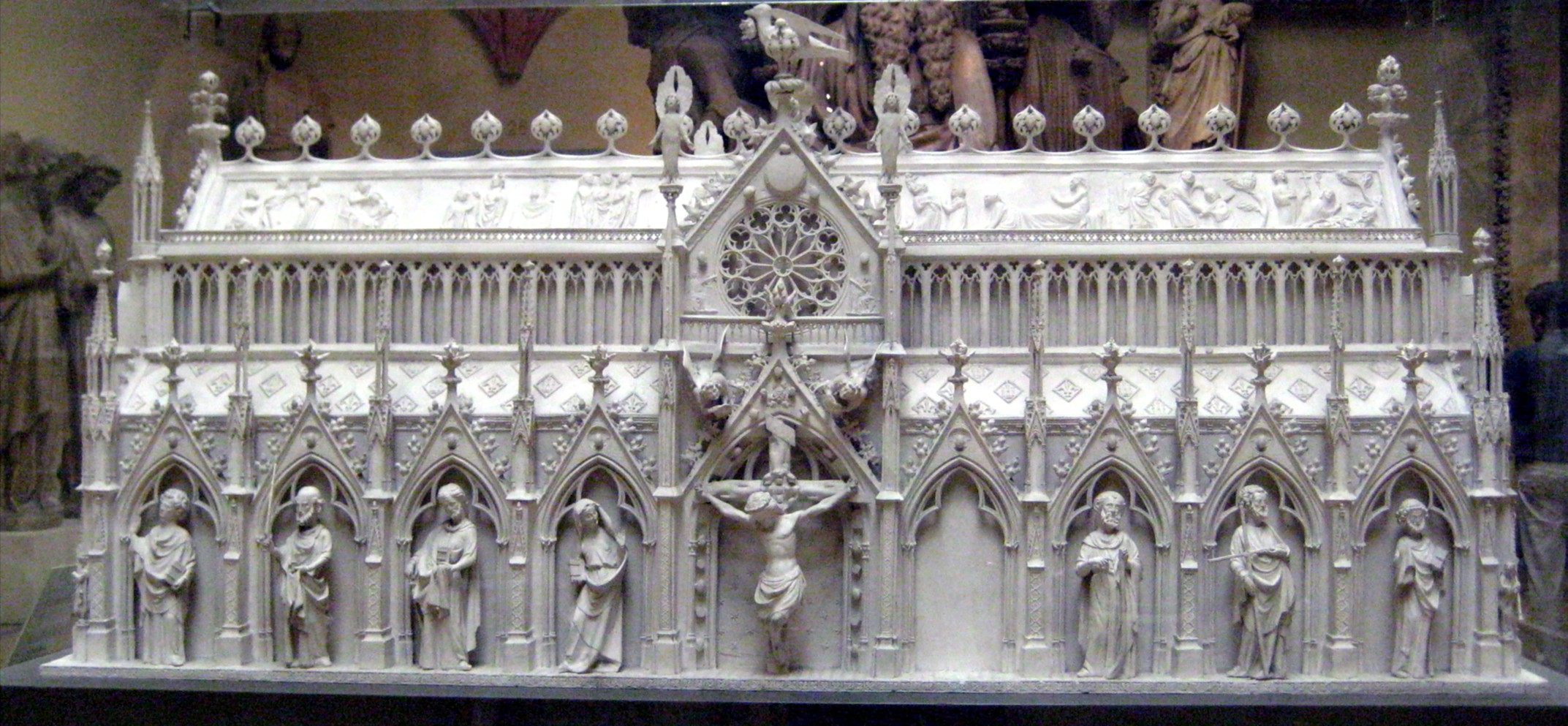
Copia del reliquiario originale in mostra al Museo Pushkin di Mosca